# Agénésie rénale
 Mise en garde médicale
L’agénésie rénale correspond à un développement insuffisant du rein durant la vie fœtale. C’est donc une malformation rénale qui peut être unilatérale ou bilatérale. Dans ce dernier cas, la vie n'est pas possible à la naissance et d'autres organes sont affectés lors de leur développement. Par contre, si on naît avec un seul rein et que l'autre rein se développe normalement, ce n'est pas considéré comme grave.

## Symptômes

### Séquence de Potter
En cas d'agénésie rénale bilatérale, on observe la séquence de Potter. Décrite par Edith Potter en 1946, la séquence de Potter est une série de malformations caractéristiques du nouveau-né à la suite d'un oligo-hydramnios, c’est-à-dire une quantité insuffisante de liquide amniotique. Le liquide amniotique est essentiel au bon développement du fœtus. En effet, le rein produit durant la vie fœtale une grande partie du liquide amniotique.
On observera :
- un faciès caractéristique, comme affaissé : le nez est busqué, les oreilles aplaties (pavillon large et déformé), le menton reculé, des plis sous les yeux ;
- un pied bot, voire une sirénomélie (pieds de sirène) ;
- une hypoplasie pulmonaire : les poumons ne se développent pas par manque d'inhalation du liquide amniotique. Le bébé meurt d'une insuffisance respiratoire dans les minutes qui suivent la naissance, avant l'insuffisance rénale ;
- un mauvais développement des membres : déformation des mains, dislocation des hanches.